# Beneš II. z Vartenberka
Beneš II. z Vartenberka (též Beneš Veselský z Vartenberka, † 11. března 1332) byl český šlechtic z rodu Markvarticů, zakladatel veselské větve pánů z Vartenberka.
Jeho otcem byl Beneš z Vartenberka, zvaný Veliký. Měl bratry Jana, Markvarta a dalšího Beneše, kteří založili jiné větve rodu. V roce 1300 byl účastníkem poselstva do Polska, které mělo přivést nastávající královnu Elišku Rejčku. V letech 1302–1305 byl kladským purkrabím, od roku 1318 pravděpodobně až do své smrti držel úřad nejvyššího číšníka. Přišel o život v bojích u Mailberka.
Po otci zdědil Vysoké Veselí, v roce 1325 od krále Jana Lucemburského získal Bydžov a později zástavou Veliš a Jičín. S Eliškou z Dražic měl tři syny: Jana (Ješka), Čeňka a Beneše. Jan († 1362) zastával úřady nejvyššího komorníka a pražského purkrabího, Čeněk vstoupil do řádu svatého Jana a stal se pražským komturem.